# 1942: A Love Story
1942: A Love Story ist ein Hindi-Filmdrama von Vidhu Vinod Chopra aus dem Jahr 1994.

## Handlung
Im Sommer 1942 verlangen viele Inder nach der staatlichen Unabhängigkeit, doch die Regierung des britischen Weltreichs reagiert ablehnend und hart. Vor allem der General Douglas kennt kein Erbarmen und lässt alle aufhängen, die gegen die britische Herrschaft sind. Als er für kurze Zeit in eine kleine Stadt am Fuße des Himalaya kommen will, wird sein Tod bereits von Revolutionären geplant.
Raghuvir Pathak reist in die kleine Stadt, um eine Bombe zu bauen. Derweil verliebt sich seine Tochter Rajeshwari, genannt Rajjo, in Naren, der Sohn des Magistraten Diwan Hari Singh. Sie beichtet ihre Liebe zu Naren, was ihren Vater erzürnt. Naren beruhigt ihn mit der Erklärung, dass er mit den politischen Dingen nichts zu tun hat. Im Gegenteil, nach all den Geschehnissen zwischen den Briten und Indern stünde er auf der Seite der Revolutionäre.
Naren wird von seiner Mutter Gayatridevi unterstützt. Sie gibt ihm Sindur mit, um die Liebe seines Lebens zu heiraten, woraufhin er sich auf den Weg macht. Sein Vater erfährt davon und schickt Soldaten zu Raghuvir. Naren versucht die Soldaten aufzuhalten, während Rajjo von ihrem Vater zur Flucht verholfen wird. Raghuvir zündet eine Bombe im Haus und bringt sich selbst und einige Soldaten um.
In diesem Moment taucht Shubankar auf, ein Freund der Familie Pathak, der eigentlich die Bombe zünden sollte. Er flieht mit Rajjo in den Wald und beide kommen später bei einem Freund unter.
Bei einem versuchten Attentat auf den General Douglas wird Naren festgenommen. Durch einen Trick setzt Shubankar das Gebäude in Flammen, um den General umzubringen und den zum Tode verurteilten Naren zu retten. Auch der Major Hisht stellt sich gegen die Briten, da seine Tochter während der Aufstände ums Leben kam. Außerdem tötet er Narens Vater. Letztendlich wird Naren gerettet und der General wird von Shubankar gehängt.

## Auszeichnungen
Für den Film wurden Preise des Filmfare Awards und des Star Screen Awards vergeben.

### Filmfare Award
- Filmfare Award/Bester Nebendarsteller an Jackie Shroff (1995)
- Filmfare Award/Bester Liedtext für den Song Ek Ladki Ko Dekha an Javed Akhtar (1995)
- Filmfare Award/Beste Musik an Rahul Dev Burman (1995)
- Filmfare Award/Bester Playbacksänger für den Song Ek Ladki Ko Dekha an Kumar Sanu (1995)
- Filmfare Award/Beste Playbacksängerin für den Song Pyaar Hua Chupke Se an Kavita Krishnamurti (1995)

### Star Screen Award
- Star Screen Award/Bester Nebendarsteller an Anupam Kher (1995)
- Star Screen Award/Beste Musik an Rahul Dev Burman (1995)
- Star Screen Award/Bester Liedtext an Javed Akhtar (1995)
- Star Screen Award/Bester Playbacksänger für den Song Ek Ladki Ko Dekha an Kumar Sanu (1995)
- Star Screen Award/Bestes Szenenbild an Nitin Desai (1995)
- Star Screen Award/Beste Kamera an Binod Pradhan (1995)
- Star Screen Award/Beste Tongestaltung an Jitendra Chowdhary und Namita Nayak (1995)

## Sonstiges
Als letzte Arbeit vor seinem Tod wurde die Filmmusik von Rahul Dev Burman komponiert. Die Stücke werden von Kavita Krishnamurti, Lata Mangeshkar, Kumar Sanu und Shivaji Chattopadhyay gesungen.
Die Darsteller Manisha Koirala, Anil Kapoor und Jackie Shroff waren acht Jahre später wieder zusammen in dem Film Lajja – Schande zu sehen.